# دریاچه زیریخچالی

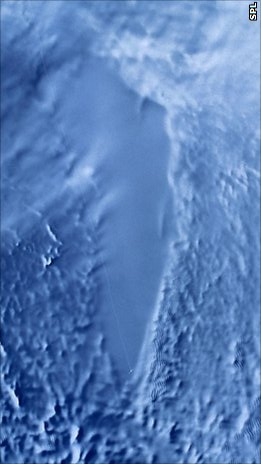
تصویر ماهواره‌ای ناسا از دریاچه زیربخی وستوک در جنوبگان

دریاچه زیریخچالی یا دریاچه زیریخی (به انگلیسی: Subglacial lake) به دریاچه‌هایی گفته می‌شود که زیر یخچال‌های طبیعی اعم از کلاهک یخی یا یخسار قرار گرفته‌اند. و با وجود یخ بالای آن به خاطر گرمای زمین آب آن‌ها هم‌چنان در حالت مایع است و سالانه به دلیل گرما چند میلی‌متر از یخ‌های روی آن‌ها ذوب می‌شود. معروف‌ترین این دریاچه‌ها دریاچه وستوک در جنوبگان است.
تاکنون حدود ۴۰۰ دریاچه زیریخی در جنوبگان یافت شده و تعدادی از آن‌ها نیز در یخسار گرینلند و همچنین در کلاهک یخی واختنایوکوت در ایسلند یافت می‌شوند. دریاچه‌های زیریخی حجم زیادی از آب شیرین جهان را دربر گرفته‌اند و حجم آب شیرین این دریاچه‌ها در جنوبگان به تنهایی ۱۰٬۰۰۰ km۳ یا حدود ۱۵٪ از آب شیرین مایع جهان برآورد می‌شود.